# Перемещение царской семьи из Тобольска в Екатеринбург
Перемещение царской семьи из Тобольска в Екатеринбург — процесс перемещения находившихся под арестом бывшего российского императора Николая II и его семьи из Тобольска в Екатеринбург в апреле 1918 года.
Император Николай II, в ходе Февральской революции 15 марта 1917 года отрёкшийся от престола, через два дня, 17 марта, был помещён под арест вместе с членами своей семьи. Первоначально местом содержания под арестом царской семьи был Александровский дворец в Царском Селе, затем в августе 1917 года решением Временного правительства Николай II вместе со своей семьёй был отправлен в Тобольск. Пришедшие к власти большевики весной 1918 года решили перевезти царскую семью в Екатеринбург.

## Причины
Историк А. Н. Боханов писал, что существует множество гипотез, почему Николая II и его семью перевезли из Тобольска в Екатеринбург, собирался ли он «бежать», утверждают разное, однако со всей определённостью сегодня можно констатировать лишь тот факт, что переезд в Екатеринбург вытекал из стремления большевиков ужесточить режим и подготовить ликвидацию царя и его семьи.

## Предыстория

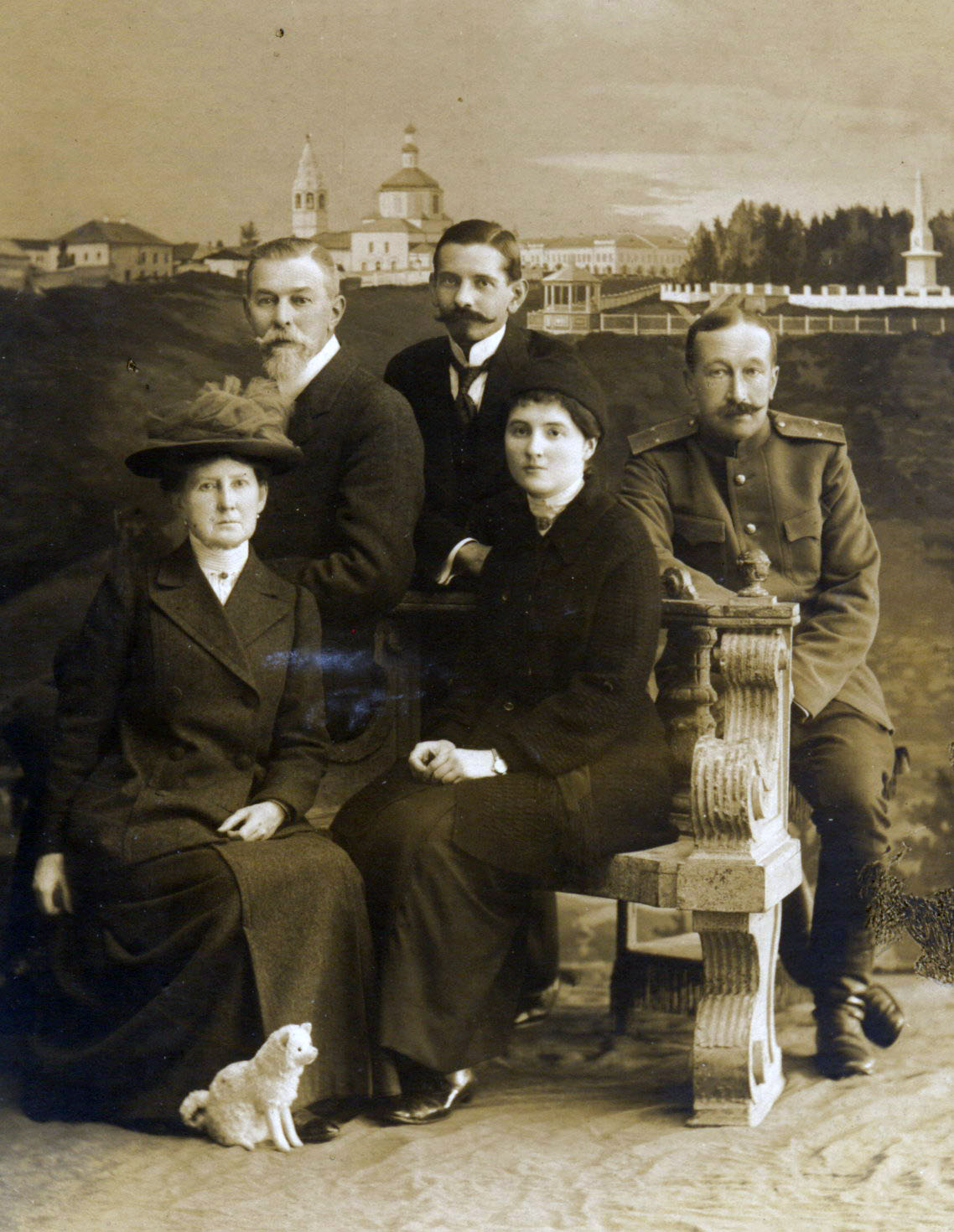
Свита, сопровождавшая царскую семью в Тобольске. Сидят гоф-лектиса Е. А. Шнейдер и графиня А. В. Гендрикова, стоят граф И. Л. Татищев, П. Жильяр, князь В. А. Долгоруков

После своего отречения царь прибыл 9 марта 1917 года в Царское Село, где его заключили под домашний арест. После июльских событий в Петрограде, Временное правительство России решило переправить Николая в какое-либо более спокойное место, для чего был избран Тобольск. Ближайшая железная дорога находилась в 260 верстах, и потому Николаю было бы труднее оттуда бежать. «Триумфальное шествие Советской власти» после Октябрьской революции 1917 года распространялось по железным дорогам (см. также Эшелонная война), и потому дошло до Тобольска только в марте 1918 года, на зиму 1917/1918 ограничившись Екатеринбургом, Омском и Тюменью.
Вплоть до весны 1918 года большевики были слишком поглощены ожесточённой борьбой за власть, и им было не до царя. Однако в марте — апреле несколько Советов независимо друг от друга вспомнили о существовании Николая, и начали предпринимать попытки перевезти его из Тобольска в какое-либо другое место. При этом вспыхнуло несколько конфликтов между отрядами разных Советов.
Историк В. М. Хрусталёв писал, что к этому моменту лидерами большевиков был составлен план по сбору всех представителей династии Романовых на Урале, подальше от внешних опасностей — в лице Германской империи и Антанты — с одной стороны, но в таком месте, где, с другой стороны, у большевиков были сильные политические позиции и они могли бы держать ситуацию с Романовыми под своим контролем. В таком месте, как писал историк, Романовых можно было бы уничтожить, лишь найдя для этого подходящий повод. Первым, 9 марта 1918 года, по решению Советского правительства, из Петрограда в Пермь был сослан великий князь Михаил Александрович. Вслед за Михаилом 26 марта 1918 года из Петрограда в Вятку были высланы князья Сергей Михайлович, три брата Иоанн, Константин и Игорь Константиновичи (дети великого князя Константина Константиновича) и Владимир Павлович, а спустя месяц переведены в Екатеринбург. В начале апреля 1918 года из Москвы в Тобольск во главе вооружённого отряда отбыл комиссар Яковлев с приказом от большевистского руководства доставить Николая II в «красную столицу Урала» — Екатеринбург. Проезжая через Екатеринбург в восточном направлении, он вручил Ф. И. Голощёкину записку, написанную собственноручно Я. М. Свердловым, следующего содержания, обнаруженную в Государственном архиве Российской Федерации:515:

Дорогие товарищи!
Сегодня по прямому проводу предупреждаю Вас о поездке к Вам подателя т. Яковлева. Вы поручите ему перевести Николая на Урал. Наше мнение пока находиться ему в Екатеринбурге. Решите сами, устроить ли его в тюрьме или приспособить какой-либо особняк. Без нашего прямого указания никуда не увозите.
…Задача Яковлева доставить Николая в Екатеринбург живым и сдать или председателю Белобородову или Голощёкину. Яковлеву даны самые точные и подробные инструкции.
Всё, что необходимо, сделайте. Сговоритесь о деталях с Яковлевым.
С товарищеским приветом. Я. Свердлов
9.IV.1918 г.

## Конфликты между большевистскими отрядами
Власть большевиков в Тобольске фактически была установлена в марте 1918 года с прибытием из Омска 24 марта (н. с.) Дуцмана Василия (Вильгельма) Карловича, комиссара Тобольска и комиссара над царской семьёй. Дуцман не имел никаких связей в Тобольске, и предпочитал никак не вмешиваться в события, ограничиваясь наблюдением за царской семьёй.
Через несколько дней в Тобольске происходит конфликт между несколькими большевистскими отрядами: 26 марта (н. c.) прибывает отряд красногвардейцев из Омска, 28 марта (н. с.) вдвое меньший из Екатеринбурга, покинувший Тобольск 4 апреля (н. c.) по требованию первого отряда. Омский отряд находился под командованием Демьянова и Дегтярёва, которые сами происходили из Тобольска, и были в нём хорошо известны. Этот отряд разгоняет местную земскую и городскую управу, и переизбирает Совет.
Сам Николай упоминает в своих дневниках в записи от 22 марта (4 апреля н. с.) о прибытии и изгнании ещё одного отряда, из Тюмени: «Утром слышали со двора, как уезжали из Тобольска тюменьские разбойники-большевики на 15 тройках, с бубенцами, со свистом и с гиканьем. Их отсюда выгнал омский отряд!»
13 апреля (н. с.) прибыл второй отряд из Екатеринбурга под командованием делегата Уралсовета комиссара Заславского С. С., 28-летнего слесаря, дважды судимого за революционную деятельность, и с началом войны мобилизованного на Балтийский флот, где он окончил школу гардемаринов. Заславский требует немедленно заключить царя в «каторжную тюрьму».
21 апреля (н. с.) военный комиссар Уральской области Ф. И. Голощекин направил председателю Тобольского совдепа П. Д. Хохрякову телеграмму о подчинении всех отрядов В. В. Яковлеву присланному из Москвы со специальным распоряжением ВЦИК об охране и перевозе царской семьи в Екатеринбург: 'Высылаю три отряда, один под командой Гузакова. Общая численность войска тысяча человек. Объявите всему городу: за малейшее сопротивление и неподчинение распоряжениям Яковлева направить артиллерию и беспощадно снести гнездо контрреволюции.' - из телеграммы Телеграмма военного комиссара Уральской области Ф. И. Голощекина председателю Тобольского совдепа П. Д. Хохрякову о подчинении отрядов комиссару В. В. Яковлеву, 21 апреля 1918
Во время этого конфликта в Тобольск во главе ещё одного отряда численностью 150 человек прибывает 22 апреля (н. с.) комиссар ВЦИК Яковлев, которому в течение двух дней удалось взять под свой контроль ситуацию с отрядами. В тот же день Яковлев проводит собрание с охраной Дома Свободы, где проживает Николай Романов с семьей, и проясняет недоразумения, вызванные разногласиями в отрядах: Недоразумение возникшие в связи с нашествием отрядов и комиссаров с требованиями, улажено, так как все отряды Тобольска подчиняются всецело лишь мне. Для того, чтобы было для нас яснее что это путаница — плод недоразумения я пригласил т. 3аславского и членов Тобольского исполкома.' - из протокола общего собрания комиссара В. В. Яковлева и особой охраны бывшего царя в Тобольске, 22 апреля 1918 г.

## Отбытие из Тобольска

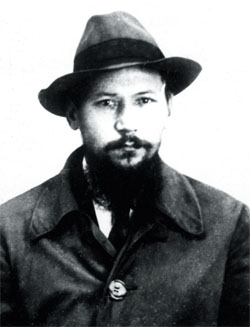
Один из авантюристов революции и Гражданской войны, Константин Мячин, обычно отождествляемый с комиссаром ВЦИК Яковлевым, перевозившим царя из Тобольска в Екатеринбург.

10 апреля 1918 года прибывший в Тобольск комиссар ВЦИК Яковлев заявил, что его миссией является увоз царя из Тобольска, возможно, одного, без семьи. К этому времени Яковлеву удалось, в целом, склонить на свою сторону оба находившихся в Тобольске большевистских отряда, екатеринбургский и омский, несмотря на их конфликты друг с другом. В своей речи перед солдатами он рассказал, что привёз им суточные деньги и пообещал, что скоро их распустят по домам. Окончательно подозрение солдат рассеялось после беседы с большевистским председателем Тобольского Совета, бывшим кочегаром броненосца «Александр II» матросом Павлом Хохряковым, который заявил, что «знает Яковлева как видного деятеля революции на Урале».
Личность комиссара Яковлева до сих пор остаётся не вполне ясной; скорее всего, эта его фамилия не является истинной. Неизвестно также и содержание его мандата. По свидетельству начальника царской охраны полковника Евгения Кобылинского, этот мандат действительно существовал и был подписан Яковым Свердловым. Впоследствии Яковлев перешёл на сторону эсеро-белогвардейского Комуча под фамилией Крылов, с 1919 года его следы теряются (по некоторым источникам, бежал в Харбин под фамилией Стоянович). Большинство современных исследователей отождествляют комиссара Яковлева с Константином Мячиным, предположительно, бывшим морским офицером, в 1909 году под угрозой ареста и смертной казни бежавшего из России, после экспроприации на станции Миасс поезда с 50 тыс. рублей. Исследователь Эдвард Радзинский предполагает, что последующий переход Мячина-Яковлева-Крылова-Стояновича на сторону Комуча и бегство в Китай на самом деле являлся не изменой, а сложной двойной игрой в качестве агента ВЧК-НКВД. В то же время для большинства современников истинная фамилия Яковлева была загадкой, и с Мячиным он тогда, как правило, не отождествлялся. Белогвардейский следователь Соколов считал Яковлева германским агентом; другие исследователи считали его даже британским агентом.
Первоначально царь наотрез отказался куда-либо ехать, на что комиссар Яковлев заявил ему: «Если Вы отказываетесь ехать, я должен или воспользоваться силой, или отказаться от исполнения возложенного на меня поручения. Тогда могут прислать вместо меня другого, менее гуманного человека». После разговора с начальником охраны Кобылинским свергнутый царь, а затем царица приходят к выводу, что их собираются везти в Москву. По какой-то причине они решают, что большевикам нужна подпись царя на Брестском мирном договоре. Николай заявил: «Но я лучше дам отсечь себе руку, чем сделаю это». Бывшая императрица Александра Фёдоровна заявила, что «они хотят заставить его подписать мир в Москве. Немцы требуют этого, зная, что только мир, подписанный царём, может иметь силу и ценность в России». В действительности большевикам никакая подпись нужна не была, а ратификация договора была проведена съездом Советов.
По представлению же самого Яковлева, переезд царя в Москву требовался для того, чтобы устроить над свергнутым монархом суд по образцу английской и французской революций. Вопрос о том, действительно ли большевики планировали подобный суд, остаётся неясным. По свидетельству левого эсера Исаака Штейнберга, с декабря 1917 по март 1918 годов бывшего наркомом юстиции, такой вопрос действительно обсуждался на заседании ВЦИК, но против выступила эсерка Мария Спиридонова, опасавшаяся, что по пути из Тобольска над царём совершат самосуд.
В середине апреля в российских газетах появились сообщения о предполагаемом суде над «Николаем Романовым». Как отмечает Ричард Пайпс в работе «Большевики в борьбе за власть», согласно этим сообщениям предполагался суд под председательством главы Высшей следственной комиссии Николай Крыленко; на этом суде предположительно должны были рассматриваться «Третьеиюньский переворот», разбазаривание национальных ресурсов и прочие злоупотребления властью. Однако уже 22 апреля эти слухи были опровергнуты самим Крыленко, заявившем, что речь шла не о царе, а о провокаторе по фамилии Романов.
12 апреля наследник ушибся, что вследствие его гемофилии привело к серьёзным последствиям: обе его ноги распухли и были парализованы. Узнав о болезни наследника, Яковлев сообщает о ней в Москву шифрованной телефонограммой Свердлову, заявив: «Мой сын опасно болен. Точка. Распутица мешает взять весь багаж. Точка. Вы меня понимаете? Точка. Если понимаете, то отвечайте, правильно ли поступаю, если, не дожидаясь хорошей дороги, пущусь только с частью багажа». В ответ Яковлев получает инструкции «везти одну главную часть багажа».

## В пути
В 4 утра 13 (26) апреля 1918 года Николай и Александра выехали из Тобольска, взяв с собой из своих детей только великую княжну Марию. 14 (27) апреля отряд проезжает село Покровское, родину Распутина. Александра записывает в своём дневнике: «Долго стояла перед домом нашего Друга, видела его родных и друзей, которые глядели в окно».
После прибытия отряда в Тюмень начинаются загадочные события, смысл которых до сих пор не вполне понятен. По неизвестной причине Яковлев после переговоров со Свердловым приказывает двигаться из Тюмени вместо Екатеринбурга в Омск, причём с мерами конспирации: первоначально отправить поезд на Екатеринбург, затем на второй станции с потушенными огнями поменять пункт назначения на Омск. После прибытия в Омск он отправляет в Екатеринбург телеграмму о том, что, якобы, ВЦИК постановил перевезти царя в Москву.
Действительно ли миссия Яковлева состояла в перевозке царя не в Екатеринбург, а в Москву, неясно; с другой стороны, имеются свидетельства большевиков И. Коганицкого и председателя Пермского губернского ЦИК Н. Немцова, что у Яковлева действительно имелся мандат «на изъятие Николая Романова из Тобольска и доставку его в Москву». Сам Яковлев после перехода на сторону Комуча утверждал, что он якобы не знал места назначения.
Уральский Совет заявляет протест председателю Совнаркома Ленину и председателю ВЦИК Свердлову, заявив, что считают действия комиссара Яковлева «изменническими» и своей резолюцией объявляют Яковлева «контрреволюционером». Со своей стороны, Яковлев заявил, что уральцы готовили взрыв поезда («уничтожение багажа»). По некоторым источникам, состоявшаяся в Екатеринбурге 4-я большевистская уральская областная конференция проголосовала за «скорейший расстрел Романовых, чтобы в будущем предупредить все попытки восстановления монархии в России», а на станции Поклёвская между Тюменью и Екатеринбургом планировался захват поезда вооружёнными рабочими.
Узнав об изменении направления движения поезда, Уральский Совет высылает на станцию Куломзино вооружённый отряд. Яковлев получает сведения, что в Омске царь также будет арестован местным Советом. Александра записывает в своём дневнике: «Омский Совет не хотел пускать нас через Омск, опасаясь, что нас хотят увезти в Японию», Николай записывает: «По названиям станций догадались, что едем по направлению на Омск. Начали догадываться: куда нас повезут после Омска? На Москву или на Владивосток? Комиссары, конечно, ничего не говорили… Оказалось, что в Омске нас не захотели пропустить!». Истинная цель изменения Яковлевым направления движения поезда с Екатеринбурга на Омск остаётся неясной; по одним источникам, он намеревался всё-таки вывезти царя в Москву, обойдя Екатеринбург через Омск, Челябинск и Уфу, по другим — вообще вывезти его из России.
По позднейшему заявлению самих уральцев, С. С. Заславский также пытался устроить засаду у села Иевлево, первой остановки между Тобольском и Тюменью, а перед отправлением из Тобольска Заславский посоветовал Яковлеву «не садиться рядом с Николаем, потому что мы его по дороге шлёпнем». Однако Яковлеву удаётся обойти засады.

## Прибытие в Екатеринбург

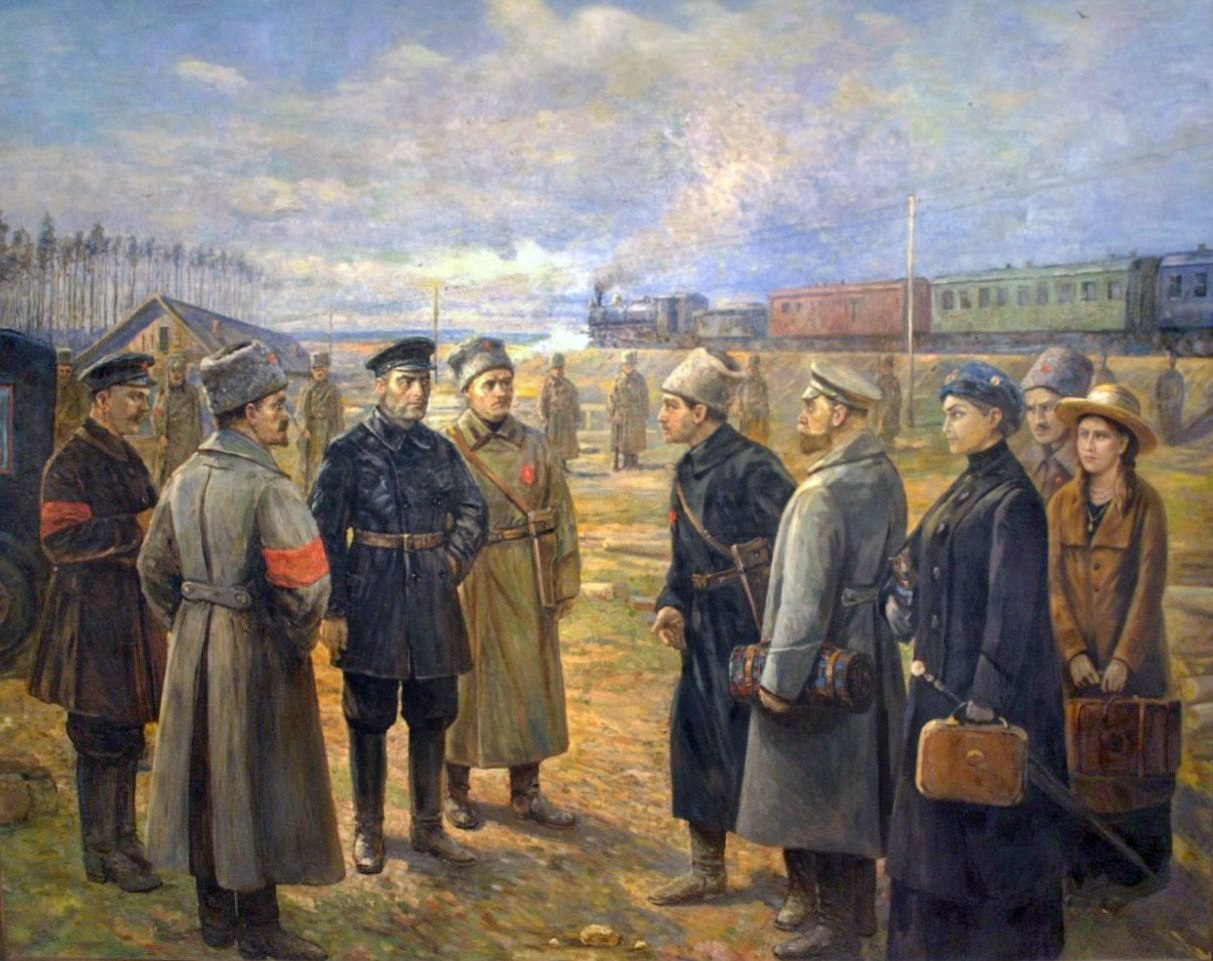
«Передача семьи Романовых Уралсовету». Художник В. Н. Пчелин. 1927 год.

17 (30) апреля 1918 года в 8 часов 40 минут поезд всё-таки прибыл в Екатеринбург по личному приказу Свердлова, уверившего Яковлева, что Уральский областной Совет не будет предпринимать по отношению к Николаю II никаких насильственных действий. Сам Николай Александрович отмечает: «Я бы поехал куда угодно, только не на Урал… Судя по газетам, Урал настроен резко против меня». По прибытии состава Яковлева на железнодорожную станцию Екатеринбурга его встречала большая и агрессивно настроенная толпа, которая, по мнению Ричарда Пайпса, была собрана местными большевиками. Яковлев вспоминал, что толпа, во главе которой находился комиссар вокзала, требовала предъявить ей Романовых. Во главе толпы был сам комиссар вокзала, который кричал: «Яковлев! Выведи Романовых из вагона. Дай я ему в рожу плюну!» В течение трёх часов, что стоял состав на пятой ветке от края перрона, настроение толпы всё более и более возбуждалось и она постепенно приближалась к поезду всё ближе и ближе. Яковлеву пришлось окружить поезд цепью своих охранников и дать команду выкатить пулемёты и приготовить их к бою, что подействовало успокаивающе на толпу, но вокзальный комиссар, указывая на конец перрона, кричал, показывая в сторону вокзала, что даст команду открыть по поезду огонь из пушек, которые действительно были там выставлены и Яковлев видел, что возле них копошились фигурки людей. В этот критический момент между перроном с толпой и составом с царской семьёй подошёл и остановился товарный поезд. Пока толпа, отсечённая им, перебиралась через товарный состав, поезд с царём, уже получив маневренный паровоз, сумел сняться с места и перейти на другую станцию — Екатеринбург-2, где и произошла передача арестованных уральским большевикам, во главе с членом президиума Уралоблосовета Ф. И. Голощёкиным. Николай II в своём дневнике ничего не записал о толпе, отметив лишь «сильное брожение между здешними и нашими комиссарами. В конце концов одолели первые»:518.
С железнодорожной станции в Дом Ипатьева арестованные были доставлены в открытом автомобиле под конвоем «грузовика с вооружёнными до зубов солдатами», как то записала в своём дневнике Александра Фёдоровна. По показаниям шофёра этого открытого автомобиля, которые он дал на допросе следователю Соколову, Голощёкин, водворяя Николая II в место его заключения, произнёс: «Гражданин Романов, можете войти»:518. По другим источникам, эту фразу произносит председатель Уралсовета А. Г. Белобородов. По воспоминаниям А. Д. Авдеева, назначенного комендантом «дома особого назначения», после того, как царь и царица вошли в дом, Белобородов объявил им: «По постановления ВЦИК, Николай Романов и его семья будут находиться в Екатеринбурге, в ведении Уральского областного Совета рабочих и солдатских депутатов впредь до суда». Сопровождавшему государя генералу свиты князю В. А. Долгорукову Голощёкин заявил, что разместиться в доме ему запрещено и что он будет арестован:519.
Несмотря на секретность операции, возле дома Ипатьева на улице стала собираться толпа любопытствующих, которую разогнали чекисты, после того, как Голощёкин закричал: «Чрезвычайка, чего вы смотрите?» Авдеев, объясняя это тем, что при отправлении из Тобольска багаж не был досмотрен, приказал произвести досмотр вещей царской семьи, для чего вынести все чемоданы в коридор и оставить их там, а также осмотреть ручную кладь. Воспоминания об этом моменте оставил камердинер царя Т. И. Чемодуров, который случайно остался в живых. По его воспоминаниям, один из караульных выхватил из рук императрицы её ридикюль, что вызвало реплику государя: «До сих пор я имел дело с честными и порядочными людьми». После проведённого обыска арестованным было дано разрешение на размещение в доме:519.

## Последующие события
Изгнанный ранее Яковлевым из Тобольска Заславский требует ареста Яковлева, однако одобрения Совета не получает. Совет постановляет считать миссию Яковлева законченной, уведомив Москву о своих разногласиях. По данным следователя Соколова, Яковлев пообещал вернуться за царём, привезя из Москвы отряд с броневиками. Восемь человек, прибывших в отряде Яковлева, были в Екатеринбурге арестованы, но Яковлеву удаётся со значительными усилиями вытащить их из тюрьмы.
Действия комиссара Яковлева у современников и последующих исследователей породили две противоположных теории заговора: по мнению уральцев, он являлся белогвардейским агентом и планировал спасти царя, вывезя его из России, по другой версии, выдвинутой следователем Соколовым, он, наоборот, являлся германским агентом и намеревался вывезти царя в расположение немецкой армии. Историк-архивист В. М. Хрусталёв считал появление подобных теорий результатом хитроумной политической комбинации, разработанной и осуществлённой Я. М. Свердловым, которому нужно было создать видимость того, что решение центра о размещении царской семьи в Екатеринбурге было вынужденной реакцией на самочинные действия уральских большевиков. Историк утверждал, что Яковлев чётко исполнял установки Свердлова и только его, получаемые на протяжении всей операции по перемещению царя из Тобольска в Екатеринбург:527.
Оставшиеся члены царской семьи прибыли в Екатеринбург 23 мая 1918 года через Тюмень.
15 апреля 1918 года, через несколько дней после того, как царь покинул Тобольск, епископ Гермоген демонстративно устроил в городе крестный ход, после которого был немедленно арестован «как черносотенец и погромщик» и вывезен в Екатеринбург. При обыске у него обнаружены фрагменты переписки с царской семьёй, в частности, письмо матери царя, вдовствующей императрицы Марии Фёдоровны, заявлявшее: «Настал твой черёд спасать Родину; тебя знает вся Россия — призывай, громи, обличай!!!». Сам же епископ при этом отрицал, что вёл подобную переписку: «Говорят о какой-то моей переписке с бывшим царским домом, но это неправда. Никакой переписки не было».